# Ahmad Saadat
Ahmad Saadat (arabe : احمد سعدات) (né en 1953  à Al-Bira, Cisjordanie) est un homme politique palestinien, secrétaire général du Front populaire de libération de la Palestine.  
Le 15 janvier 2002, il est emprisonné par l'Autorité palestinienne dans la prison de Jéricho à la demande d’Israël et des États-Unis. Il est ensuite détenu par Israël à partir de 2006 et a été condamné en 2008 à 30 ans de prison ferme par un tribunal militaire israélien qui l'a jugé coupable, en tant que chef du FPLP, des actions notamment militaires de cette organisation. 
Il est élu député lors des élections législatives palestiniennes de 2006.

## Biographie
Ahmad Saadat est né en 1953, dans une famille chassée du village de Deir Tarif, près de la ville d’Al-Ramleh, entièrement vidée de sa population palestinienne. Après ses études à Ramallah, il devient professeur de mathématiques.
En 1967, il adhère au mouvement des étudiants du FPLP et devient membre du FPLP en 1969. Il est arrêté par l’occupation israélienne à de nombreuses reprises dans le cadre de son engagement politique et passe 10 ans en prison entre les années 1970 et 1990. Il est l'une des figures populaires de la première intifada palestinienne en Cisjordanie et dans la bande de Gaza (1987-1993).
Saadat succède à Abou Ali Mustafa en 2001, après son assassinat à Ramallah par l'armée israélienne. En riposte, le FPLP assassine l’année suivante Rehavam Zeevi, ministre israélien qui prônait la déportation des Palestiniens. Saadat est accusé par Israël d'avoir organisé l'assassinat de Rehavam Zeevi et de s'être réfugié dans la Mouqata'a auprès de Yasser Arafat, qui refusa de le remettre à Israël. Sa responsabilité dans cet assassinat n'a jamais été prouvée.
Son frère est tué par l'armée israélienne en 2002 alors qu'il résistait à son arrestation. En signe de solidarité, des milliers de personnes participent à ses funérailles.
Ahmad Saadat est marié à Abla Saadat et ont ensemble quatre enfants, deux garçons et deux filles.
Son épouse, Abla Saadat, est libérée le 19 janvier 2025 dans le cadre du cessez-le-feu entre Israël et le Hamas, qui inclut un échange d'otages. Elle était détenue, sans inculpation ni procès, depuis septembre 2023.

## Emprisonnement
Après des négociations avec les États-Unis et le Royaume-Uni, un accord fut conclu entre Israël et l'Autorité palestinienne. Saadat fut arrêté et jugé devant un tribunal militaire. Il fut emprisonné dans la prison palestinienne de Jéricho, et la responsabilité de sa surveillance fut confiée aux Américains et aux Britanniques.
Il est élu député lors des élections législatives palestiniennes de 2006 alors qu'il est emprisonné.
La cour suprême palestinienne a déclaré que cette condamnation était anticonstitutionnelle, et a ordonné sa libération, mais l'Autorité palestinienne s'y est refusée en raison des pressions israéliennes. Le président palestinien Mahmoud Abbas a déclaré le 7 mars 2006 qu'il était prêt à le relâcher si le FPLP le déchargeait de toute responsabilité pour sa sécurité, disant craindre qu'il ne soit assassiné par Israël. Des responsables israéliens ont en effet prévenu qu'Israël était prêt à assassiner les membres du FPLP détenus à Jéricho au cas où ils seraient libérés. Par ailleurs, selon l'AFP, les Américains et Britanniques avaient averti le 8 mars 2006, dans une lettre conjointe au président palestinien Mahmoud Abbas, qu'ils se retireraient de la prison, puisque l'Autorité palestinienne ne respectait pas ses engagements à propos de la sécurité de leurs observateurs. Début mars 2006, les gardiens américains et britanniques quittent leur poste, rompant de facto l'engagement de Londres et de Washington d'assurer la surveillance de la prison de Jéricho.
Le 14 mars 2006, l'armée israélienne a lancé un assaut contre la prison de Jéricho à la suite du retrait des gardes américains et britanniques qui étaient censés superviser la détention de Saadat. Après une journée de siège, elle a obtenu la reddition de Saadat et des quatre palestiniens membres du commando ayant assassiné Rehavam Zeevi. Cet assaut a fait deux morts et 20 blessés, tous Palestiniens (gardiens et prisonniers), et a déclenché une série d'enlèvements d'Occidentaux dans la bande de Gaza.
Vers la fin du mois d'avril 2006, le procureur israélien annonce que Ahmad Saadat ne sera pas poursuivi pour l'assassinat du ministre Rehavam Zeevi mais sera jugé pour « atteintes à la sécurité d'Israël », tandis que ses quatre compagnons, capturés en même temps que lui, seront jugés pour le meurtre.
En décembre 2008, un tribunal militaire israélien a condamné Ahmad Sa'adat à 30 ans de prison pour être à la tête d'une « organisation terroriste illégale » et pour sa responsabilité dans toutes les « actions terroristes » menées par son organisation. Les juges militaires ont aussi décidé que les quatre ans passés à la prison de Jéricho ne seraient pas déduits de la peine de trente ans.
En juin 2009, Ahmad Saadat observe une grève de la faim de 9 jours pour protester contre son transfert en quartier de haute sécurité,. La grève de la faim a été éclipsée par l'accord convenu entre le Hamas et Israël pour la libération de plus de 1 000 prisonniers palestiniens en échange du soldat israélien Gilad Shalit.